# ميتسوبيشي إتش-60
مروحية ميتسوبيشي إتش-60 (بالإنجليزية: SH-60K)‏ ، هي مروحية قتالية يابانية صنعت بترخيص من شركة سيكورسكي للطائرات الأمريكية، وهي نسخة مشابهة لمروحية سيكورسكي إس-70 ، وتستخدمها حالياً قوات الدفاع الذاتي الياباني.

## وصلات خارجية
- SH-60J page on Mitsubishi Heavy Industries site
- SH-60K page on Mitsubishi Heavy Industries site
- UH-60J page on Mitsubishi Heavy Industries site
- SH-60J page and UH-60J page. GlobalSecurity.org.
- Rightwing. "SH-60J patrol helicopter" (باليابانية). Archived from the original on 2018-09-28.
- Brendan Sobie (25 نوفمبر 2003). "SH-60K production begins after one-year delay". Flight International. مؤرشف من الأصل في 2020-09-26.